# Bispo-cor-de-fogo
O bispo-cor-de-fogo (Euplectes diadematus) é uma espécie de ave da família Ploceidae.
Pode ser encontrada nos seguintes países: Quénia, Somália e Tanzânia.